# ریچارد دان (بازیکن فوتبال)
ریچارد دان (انگلیسی: Richard Dunn; ۲۳ دسامبر ۱۹۱۹ – دسامبر ۱۹۸۵) بازیکن فوتبال بود.
از باشگاه‌هایی که در آن بازی کرده‌است می‌توان به باشگاه فوتبال وستهام یونایتد اشاره کرد.